# Juliane Köhler
Juliane Köhler (n. Gotinga, Alemania, 6 de agosto de 1965) es una actriz alemana. 

## Biografía
Juliane Köhler es hija de un actor de teatro de muñecos. Durante 2 años fue al Schauspielstudio Gmelin, en Múnich. Entre 1985 y 1988 continuó su formación artística junto a Uta Hagen en Nueva York, acudiendo al H. B. Acting Studio. En Múnich, recibió clases de ballet de Daniela Glück.
Desde 1988 forma parte del panorama teatral alemán. En 1993, se unió a la compañía de teatro del Bayerisches Staatsschauspiel, el mayor teatro de Múnich. Sus compromisos profesionales la obligaron a abandonar la compañía en 1997. Más tarde se unió a la compañía de la Kammerspiele de Múnich.
A principios de los años 90 inició su trayectoria en la gran pantalla pero no fue hasta 1999 cuando se dio a conocer gracias a sus trabajos en Aimée y Jaguar y Pünktchen und Anton. En el año 2001 obtuvo el papel principal en la película de Caroline Link, En algún lugar de África, ganadora de un Oscar a la mejor película de habla no inglesa.
En 2004, encarnó a Eva Braun, en la película El hundimiento del director Oliver Hirschbiegel.

## Filmografía
- 1988: 24 Crying Beauties
- 1989: Milan
- 1992: Schattenboxer
- 1993: Süddeutsche Freiheit
- 1995: Inzest - Ein Fall für Sina Teufel (TV)
- 1997: Koma - Lebendig begraben (TV)
- 1998: Nighthawks
- 1998: Busenfreunde 2 - Alles wird gut! (TV)
- 1999: Aimée y Jaguar de Max Färberböck
- 1999: Pünktchen und Anton
- 2000: Liebst du mich (TV)
- 2001: Weiser
- 2001: Hood
- 2001: En algún lugar de África de Caroline Link
- 2002: Mein erstes Wunder
- 2003: NeuFundLand
- 2004: Die eine und die andere (TV)
- 2004: El hundimiento de Oliver Hirschbiegel
- 2005: In Sachen Kaminski (TV)
- 2005: Nimm dir dein Leben
- 2006: Das wahre Leben von Alain Gsponer
- 2006: Auf ewig und einen Tag (TV)
- 2008: Mondkalb
- 2008: Novemberkind
- 2008: Anonyma – Eine Frau in Berlin
- 2009: Effi Briest
- 2009: Edén al Oeste de Costa-Gavras
- 2010: Klimawechse (TV)
- 2010: Bella Vita
- 2011: Die Sterntaler (TV)
- 2011: Das Blaue vom Himmel de Hans Steinbichler
- 2011: Tatort – Altes Eisen
- 2012: Bella Australia
- 2012: Tatort – Keine Polizei
- 2012: Die Chefin
- 2012: Zwei Leben (Dos vidas)
- 2013: Bella Amore – Widerstand zwecklos
- 2014: Alles inklusive
- 2014: Tatort: Wahre Liebe
- 2014: Schoßgebete
- 2013: Bella Dilemma – Drei sind einer zu viel
- 2015: Für eine Nacht… und immer?
- 2016: Donna Leon – Das goldene Ei
- 2016: The King's Choice – Angriff auf Norwegen (Kongens nei)
- 2016: Tatort: Narben
- 2016: Der Hund begraben
- 2017: Back for Good
- 2017: Tatort: Nachbarn
- 2017: Auf der anderen Seite ist das Gras viel grüner

## Premios
- 1999: Oso de plata del Festival Internacional de Cine de Berlín en la categoría de Mejor actriz
- 1999: Premio del Cine Bávaro como Mejor actriz
- 1999: Premio del Cine Alemán como Mejor actriz
- 2002: Nominada a los Premios del Cine Alemán
- 2009: Medalla al Mérito de Baviera